# Villa Wolf (Magdeburg)

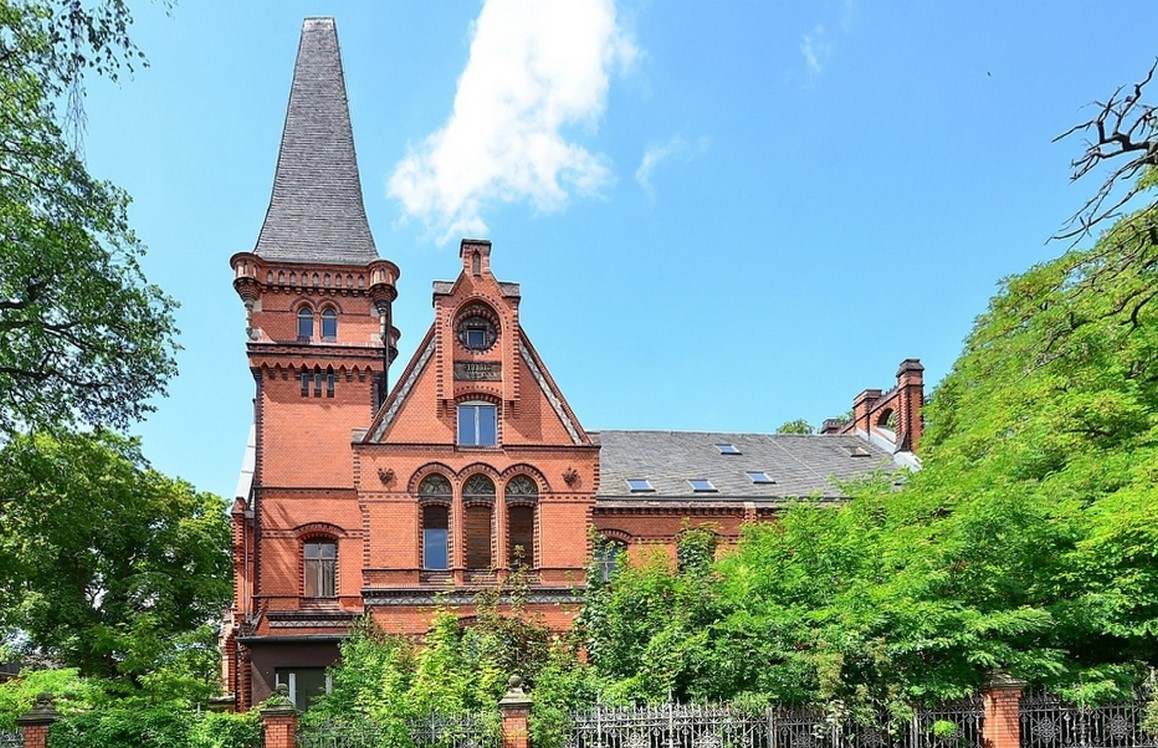
Villa Wolf in Magdeburg

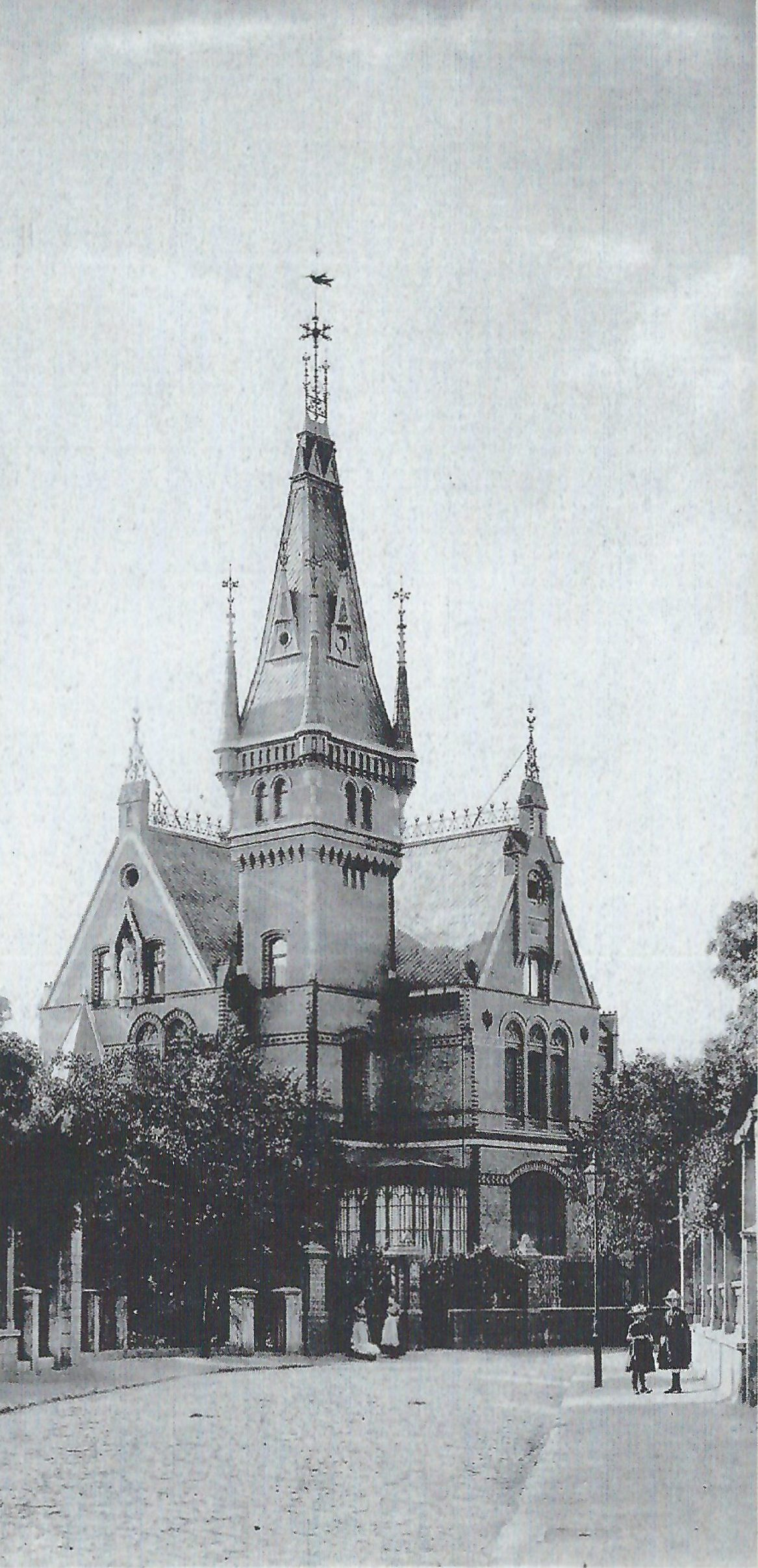
Villa Wolf, vor 1893

Die Villa Wolf ist ein repräsentatives, denkmalgeschütztes Gebäude in Magdeburg.

## Geschichte
Die Villa steht im Magdeburger Stadtteil Sudenburg in der heutigen Klausenerstraße. Sie wurde 1886 für den Bankdirektor Albert Marcks im neogotischen Stil errichtet. Albert Marcks gab die Villa an seine Erben weiter, die sie kurze Zeit später – im Jahr 1889 – an Rudolf Ernst Wolf, den Gründer der Maschinenfabrik R. Wolf in Magdeburg, verkauften. Im Jahr 1950 erwarb die jüdische Gemeinde das Grundstück und nutzte die Villa als religiöses und kulturelles Zentrum, musste es aber Ende der 1960er Jahre an die DDR abtreten, die es für ihre Abhöreinrichtungen beanspruchte.

## Baubeschreibung
Charakteristisch sind die kleinen stufenartigen Giebel und die spitzbogigen Fenster. Der rote Backsteinbau weist zahlreiche Details auf, zu denen insbesondere glasierte Ziegel zählen, die sich an vielen Stellen der Fassade finden. Dominiert wird das Gebäude durch einen bergfriedähnlichen Turm, der die seit den 1870er Jahren entstandene Villenkolonie der Klausenerstraße dominiert. Er ist nur in reduzierten Formen erhalten und besaß früher ein deutlich höheres Dach, das von Fialen flankiert wurde. Zum mittelalterlichen Aussehen tragen die angedeuteten Maschikulis wesentlich bei. Die vielgestaltige Fassade entsteht durch wechselnden Fensterformen, Friese, Gesimse, Risalite, Reliefs sowie einen Eingang mit Arkade und Balkon. Das Kellergeschoss hebt sich durch Sandsteinplatten ab.
Den Eingangsbereich überspannt ein dreijochiges Kreuzrippengewölbe, den Salon – Hauptraum des Erdgeschosses – ein vierteiliges. Der mit Wolf befreundete Maler Adolf Rettelbusch schuf Gemälde von Harzlandschaften, die heute die letzten Reste der einst luxuriösen Ausstattung darstellen. Daneben existieren noch Holzkassettendecken, Bleiverglasungen an den Fenstern, Wanddekorationen mit Ornamenten, Mauresken und Grotesken oder auch Stuckdecken. Aus der Nutzungszeit der jüdischen Gemeinde haben sich Davidsterne erhalten. Zu den verlorenen Einrichtungsgegenständen zählt ein Marmorkamin mit Alabastelöwen und ein Muschelbecken.

## Denkmalschutz
Das Haus wird in Sachsen-Anhalt als Baudenkmal gelistet und trägt dort die Nummer 094 17259. Es wird im Verzeichnis unter dem Sachbegriff „Villa“ geführt. Das Nachbarhaus Klausnerstraße 13a entstand ursprünglich als Sommervilla, Diener und Kutscher der Villa Wolf wohnten in dem Gebäude Braunschweiger Straße 6, so dass das Areal auch von dort aus zugänglich war.